# Thailandske baht
Baht (thai: บาท, valutategn: ฿; valutakode: THB) er valutaen i Thailand. 1 baht er delt ind i 100 satang. 
Både sedler og mønter bærer på den ene side et portræt af den thailandske konge, de ældre et billede af Kong Bhumibol Adulyadej, Rama IX af Thailand og de nyere med et billede af kong Vajiralongkorn, Rama X af Thailand siden 2016.
Der findes mønter med værdierne: 25 og 50 satang samt 1, 2, 5, 10 baht.

Mindre, kontante satang-værdier afrundes, ligesom med danske ører. Mange steder anvendes de små satang-mønter ikke, og der oprundes til hele baht.
Som sedler findes værdierne: 20, 50, 100, 500 og 1000 baht.
Thai-bahts kurs opgøres dagligt på Danmarks Nationalbanks kursliste. Thailand er meget baseret på kontante penge, hvorfor der findes pengeautomater - kaldt ATM (Automatic Teller Machine) - foran næsten alle bankfilialer, samt i de fleste dagligvareforretninger og indkøbscentre. Danske penge kan veksles i thailandske banker, og danske Visa-Dankort anvendes i pengeautomater (mod gebyr).[kilde mangler]

## Historie

### Oprindelige baht
Orindeligt var baht et vægtmål, hvor en baht var vægten af 768 riskorn, senere angivet som vægten af 15 gram sølv. Ifølge numismatikere (mønteksperter) dukkede udtrykket baht op i 1384 på thailandske inskriptioner i beskrivelsen af en vægtenhed, selve ordet baht stammer fra Khmer-vægtsystemet.
Baht som pengemål har været anvendt siden Sukothai-riget (1238-1438), hvor det var en sølvenhed, opdelt i mindre enheder på det halve af den foregående, det vil sige stigende værdier som 1, 2, 4, 8, 16 etc, og faldende værdier 1/2, 1/4, 1/8, 1/16 etc., alle med et særskilt navn. Den største enhed på 80-baht blev kaldt "chang" (elefant) og den mindste enhed på 1/6400 hed bia, hvilket var det thailandske navn for en kauri-skal. Desuden fandtes guld-baht mønter i forskellig størrelse fra 1/32 til 4-baht, 1 guld-baht svarede til 16 sølv-baht.
Oprindeligt blev penge fra Sukhothai-riget og  Ayutthaya-riget (1351-1767) kaldt phot duang (thai: พดด้วง). Det var et kort tykt stykke sølv, der var tykkest på midten og derefter bøjede indad i tyndere ender, som en slags ringform. Phot duang var stemplet med identifikationsmærker, for at vise pålydende værdi. Phot duang kom også i mindre størrelser. Da de første europæere ankom til Ayutthaya, kaldte de dem kuglepenge, da mønterne lignede en vestlig foldet kugle eller kugle fra en musket (forladergevær).
Blandt andre mønter og poletter, der blev brugt som valuta i kongeriget, var kouri-skaller fra havsnegle, en form for penge fra oldtiden, der blev anvendt som den mindste monetære enhed, bia, 1/6400 baht. Kong Jessadabodindra, Rama III (1824-1851) var den første til at overveje at bruge flade mønter. Kongen ønskede at erstatte kouri-skaller som betaling, og det var ikke på grund besværet med at tælle hundreder eller tusinder af dem, for at foretage forretningsudveksling eller handel, men han var foruroliget over de små skabninger, der boede indeni og blev dræbt, for at få fat i deres skaller. I 1835 hørte kongen om, at flade kobbermønter blev brugt i Singapore. Han lod en skotsk erhvervsdrivende fremstille nogle prototyper, hvor de to første designs blev afvist. Interessant nok var navnet på det land, der var anført på mønterne, Muang Thai (Muang betyder bystat) og ikke Siam (Thailands navn indtil 1939). I 1857 sluttede fremstilling phot duang. Da vesterlændinge begyndte at komme til Thailand i større antal i det tidlige 1800-tallet, bragte de deres egne penge og mønter med. For at øge mønterne i omløb stemplede regeringens officielle pengetællere visse store udenlandske mønter, for at bekræfte deres gyldighed, så de kunne bruges som lovligt betalingsmiddel i kongeriget. Mange typer metal, glas og porcelæn, samt spille-poletter i alle størrelser, blev også brugt som små mønter, da de var nemme at fremstille.

### Prægede mønter
Thailand havde været kronisk i møntmangel igennem flere århundreder, men i 1860 etablerede kong Mongkut, Rama IV (1851-1868) den første Kongelige Mønt inde i Grand Palace (kongeslottet i Bangkok), med en møntpresse importeret fra Storbritannien. Allerede i 1875 blev møntproduktionen flyttet andetsteds på grund af pladsmangel og større efterspørgsel efter mønter. Et guldbath havde en værdi af 16 sølvbaht, desuden blev også Kobbermønter introduceret i forskellige værdier. Mindre mønter i fraktioner af baht havde alle forskellige navne som att, salung, solot og fuang. Prins Jayanta Mongkol, en halvbror til kong Chulalongkorn, Rama V udtænkte og introducerede decimalsystemet, som blev indført i 1897, hvor 100 satang svarer til en baht. De første mønter med værdier på 2½, 5, 10 og 20 satang blev præget samme år, hvorefter de andre brøkmønter, med forskellige navne, langsomt forsvandt. I dagligt thai-sprog betyder ordet "satang" blot "penge".
Thai baht var i begyndelsen kendt som tical blandt udlændinge. Pengesedler dukkede første gang op i 1851 med værdier på 1/8, 1/4, 3/8, 1/2, og 1 tical. Fra 1892 blev udstedt 1, 5, 10, 40, 80, 100, 400, og 800 tical, også kaldt for "baht" i thai-teksten. Helt frem til 1925 bibeholdtes navnet tical på pengesedlerne.
Indtil 1902 var thai baht knyttet til sølv, hvorefter man forsøgte at fastsætte værdien efter engelske pund med først 21,75 baht til 1 pund sterling. Baht steg støt i værdi indtil 1908, da den blev låst til 13 baht for 1 britisk pund og senere justeret til 12 baht i 1919 efter 1. verdenskrig var slut, og igen i 1923 til 11 baht på grund af økonomisk ustabilitet efter krigen. Valutakursen svingede gennem en periode på omkring 20 år mellem 11 baht og 22 svarede til et britisk pund.
I 1941 blev der introduceret en række sølvmønter på 5, 10 og 20 satang, hvilket skyldtes en stor mangel på nikkel forårsaget af 2. verdenskrig. Den 22. april 1942 blev baht fastsat til, at 1 baht = 1 japansk yen (Thailand samarbejdede med Japan under WWII). Tinmønter blev også indført i 1942 til satangværdierne 1, 5 og 10. I 1945 introduceredes en ny tinmønt på 20 satang, efterfulgt i 1946 af 25 og 50 satang-mønter. I 1950 blev der udgivet en ny serie aluminiumsmønter på 1, 5, 10, 25 og 50 satang. I 1957 kom der bronze 5 og 10 satangmønter, sammen med en meget usædvanlig 1-baht mønt bestående af en kobber-, nikkel-, sølv- og zinklegering. For at spare penge på dyre nye forme, blev flere af de thailandske mønter fra 1942 og helt frem til 1982 udstedt i adskillige år, uden et præget årstal.

### Pengesedler og nyere tid
I mange år blev der udstedt 1, 5 og 10 baht papir-pengesedler. Disse blev langsomt udfaset og erstattet af mønter, der havde en meget længere levetid. Fra 1956 til 1973 blev baht knyttet til amerikanske dollar med en stabil eller fast valutakurs på 20,8 baht svarende til 1 USD. Det ændrede sig i 1973, da baht blev værdiansat til 20 baht for 1 USD frem 1978. Baht blev revalueret til 25 baht for 1 USD fra 1984 og indtil 2. juli 1997, hvor den asiatiske finanskrise ramte Thailand. Regeringen blev tvunget til at fravælge den faste valutakurs og lod baht flyde frit. Kursen nåede et lavpunkt med 56 baht svarende til 1 USD i januar 1998. Siden genvandt baht langsomt sin styrke til at svinge omkring 30 baht for 1 USD.
I 1972 blev en kobber-nikkel 5 baht mønt introduceret. I perioden 1986-1988 blev der introduceret en ny møntserie, da Thailand moderniserede sine mønter, som bestod af 1, 5, 10, 25 og 50 satangmønter af aluminium, en kobber-nikkel 1-baht mønt, en 5-baht mønt af kobberkerne belagt med kobber-nikkel overflade og en bi-metallisk 10 baht mønt. I 2005 blev der tillige indført en 2-babt mønt af stålkerne med kobber-nikkel overflade. I 2009 blev der foretaget flere designændringer, og der blev udstedt nye mønter. Dette var for at reducere produktionsomkostningerne og opdatere portrættet af kong Bhumibol, Rama IX (1946-2016) på forsiden til en nyere lighed. 2-baht mønten, der var meget ens i størrelse og farve i forhold til 1-baht mønten, og dermed nem at forveksle, blev i 2009 ændret i farve og størrelse fra en nikkelbelagt mønt af kulstofstål, til en guldfarvet aluminiums-bronzebelagt mønt. Der kom desuden en ny 50-satang mønt samt 1-baht, 5-baht og 10-baht mønter. Den moderne 10-baht-mønt fra 1988 minder om den europæiske 2-euro mønt, da den har samme størrelse og vægt. Den Europæiske Centralbank klagede, men thai-mønten var indført og behørigt, internationalt registreret før 2-euro-mønten.

### Baht som guldmål
Baht er tillige stadig navnet på det thailandske guldmål, en vægtenhed svarende til 15,244 gram, et mål fra dengang hvor pengeværdien modsvarede ædelmetal. Alle guld-forretninger skilter med dagspris på 1 baht guld i penge-baht. Der er normalt blandt mange thailændere. at spare op i fysisk guld, hvor smykkeguld typisk er 24 karat, lige som der findes 1-baht investeringsguldbarrer. Smykkeguld sælges efter vægt og er typisk fremstillet som smykker med vægt på 25-satang (1/4-baht), 50-satang (½-baht), 1-baht, 1½-baht, 2-bath osv.

## Historisk kursudvikling
Thailandske bahts gennemsnitlige kurs, samt årets laveste og højeste kurs i forhold til 1 dansk krone (DKK)
- 2023: 5,05, lav 4,77 (jan), høj 5,25 (okt)
- 2022: 4,95, lav 4,80 (mar), høj 5,13 (jan)
- 2021: 5,09, lav 4,84 (feb), høj 5,32 (sep)
- 2020: 4,78, lav 4,51 (jan), høj 4,96 (dec)
- 2019: 4,65, lav 4,47 (nov), høj 4,86 (jan)
- 2018: 5,11, lav 4,98 (dec), høj 5,22 (jan)
- 2017: 5,14, lav 4,95 (apr), høj 5,30 (sep)
- 2016: 5,24, lav 5,07 (dec), høj 5,38 (maj)
- 2015: 5,08, lav 4,69 (apr), høj 5,42 (sep)
- 2014: 5,78, lav 5,44 (dec), høj 6,01 (jan)
- 2013: 5,46, lav 5,07 (apr), høj 6,94 (dec)
- 2012: 5,36, lav 5,23 (aug), høj 5,46 (jan)
- 2011: 5,68, lav 5,46 (jan), høj 5,88 (jun)

I perioden 2004 til 2010 var højeste kurs ifølge Morningstar i december 2004 med 7,01 baht for 1 dansk krone, og i december 2010 laveste kurs med 5,20 baht for 1 dansk krone.